# Polishing Up
Polishing Up è un cortometraggio muto del 1914 diretto da George D. Baker che ne firmò anche la sceneggiatura tratta da una storia di James Oliver Curwood. I due attori protagonisti, John Bunny e Flora Finch, formarono all'epoca una celebre coppia comica.

## Trama
Mentre la moglie è in vacanza, il marito decide di approfittarne e, insieme a due ragazze, si reca in un albergo. Il poverino ignora però che la propria dolce metà alloggia proprio nello stesso hotel.

## Produzione
Il film fu prodotto dalla Selig Polyscope Company.

## Distribuzione
Distribuito dalla General Film Company, il film - un cortometraggio in una bobina - uscì nelle sale cinematografiche statunitensi il 14 agosto 1914.